# Robert McClelland (homme politique américain)
Pour les articles homonymes, voir Robert McClelland.
Robert McClelland (1er août 1807 – 30 août 1880) est un juriste et homme d'État américain qui fut Représentant du Michigan au Congrès des États-Unis, gouverneur du Michigan et Secrétaire à l'Intérieur des États-Unis.

## Jeunesse
Fils de John McClellan, un médecin et d'Eleanor Bell McCulloh, il naît à Greencastle en Pennsylvanie. Il obtient son diplôme au Dickinson College à Carlisle, en 1829. Il étudie ensuite le droit et est admis au barreau de Pennsylvanie, en 1831, puis pratique à Pittsburgh avant de s'installer, en 1833, à Monroe qui était alors dans le Territoire du Michigan.

## Carrière
McClelland devient membre du barreau du Michigan et ouvre un cabinet à Monroe, et devient membre de la Convention constitutionnelle en 1835. Après que le Michigan est devenu un État, le gouverneur Stevens T. Mason lui propose un poste au conseil d'administration de la banque de l'État et le poste de procureur général du Michigan. Il décline les deux offres afin de se consacrer à son cabinet, cependant il conserve un rôle actif au sein du Parti démocrate de l'État. En 1836, McClelland épouse Sarah Elizabeth Sabine, avec qui ils auront six enfants.
McClelland est membre du conseil d'administration de l'université du Michigan en 1837, puis à nouveau en 1850. Il est élu Représentant du comté de Monroe à la Chambre des représentants du Michigan en 1838, 1840 puis président de la Chambre en 1843. Il est maire de Monroe en 1841. McClelland est élu, en 1842, à la Chambre des représentants des États-Unis, où il siège de 1843 à 1849. Opposé à l'opinion majoritaire au sein de son parti, il est un fervent partisan de la Wilmot Proviso, qui aurait interdit la pratique de l'esclavage dans les nouveaux États. Il soutient son ami Lewis Cass lors de l'élection présidentielle américaine de 1848.
McClelland joue un rôle important lors de la convention constitutionnelle de 1850. En raison des changements introduits par la nouvelle Constitution, il est élu pour un mandat d'une année, gouverneur du Michigan en 1851. Il est réélu pour un mandat complet de deux ans en 1852. Lors de son mandat, il atténue son soutien à la Wilmot Proviso et accorde son soutien au compromis de 1850. Il joue un rôle important lors de la convention démocrate de 1852. McClelland démissionne de son poste de gouverneur en marcs 1853 pour devenir secrétaire à l'Intérieur des États-Unis dans le cabinet du président Franklin Pierce.
Après la prestation de serment de James Buchanan en 1857, McClelland s'installa à Détroit, où il ouvre un cabinet d'avocat. In 1867, il siège à nouveau à la convention constitutionnelle du Michigan. Il meurt à Détroit le 30 août 1880 et repose au Elmwood Cemetery.

## Sources
- « McCLELLAND, Robert, (1807 - 1880) » dans Biographical Directory of the United States Congress.
- « McClelland, Robert » dans American national biography. v. 14 (1999) (OCLC 56983958)